# Distretto di Aïn Taghrout
Il distretto di Aïn Taghrout è un distretto della provincia di Bordj Bou Arreridj, in Algeria, con capoluogo Aïn Taghrout.

## Comuni
Il distretto di Aïn Taghrout comprende 2 comuni:
- Aïn Taghrout
- Tixter